# Jelena Ljadovová
Jelena Igorjevna Ljadovová (Еле́на И́горевна Ля́дова, * 25. prosince 1980 Moršansk) je ruská herečka.

## Herecká kariéra
V roce 2002 absolvovala Ščepkinovu divadelní školu a nastoupila do angažmá do Moskevského divadla mladého diváka. V roce 2005 získala první filmovou roli ve filmu Alexeje Učitěla Snění o kosmu. Andrej Zvjagincev jí svěřil hlavní ženskou roli ve filmu Leviatan, který získal v roce 2014 Zlatý glóbus za nejlepší cizojazyčný film. V televizním seriálu Prvního kanálu Bratři Karamazovovi ztvárnila roli Grušenky.

## Ocenění
Získala třikrát cenu Nika (2011, 2014, 2015), třikrát cenu Zlatý orel (2012, 2014, 2015), cenu za nejlepší ženský herecký výkon na Mezinárodním filmovém festivalu v Moskvě 2015 a cenu TEFI 2016.

## Soukromý život
Jejím manželem je od roku 2015 herec Vladimir Vdovičenkov.

## Filmografie
- 2005 Snění o kosmu
- 2005 Sobaka Pavlova
- 2009 Buben, baraban
- 2011 Jelena
- 2013 Zeměpisec, který propil globus
- 2014 Leviatan
- 2015 Orlean
- 2016 I-sajděr
- 2018 Dovlatov
- 2018 Děň do
- 2019 Tvar